# Jesse Pellot-Rosa
Jesse Pellot-Rosa (Richmond, Virginia, 4 de julio de 1984) es un exjugador de profesional  baloncesto que se desempeñaba como escolta o como alero. Poseía también la ciudadanía puertorriqueña, heredada por parte de su madre. 

## Trayectoria

### Clubes
| Club                          | País                 | Año         |
| ----------------------------- | -------------------- | ----------- |
| Cariduros de Fajardo          | Puerto Rico          | 2007 - 2008 |
| Keflavíkur                    | Islandia             | 2008        |
| SISU Copenhagen               | Dinamarca            | 2008 - 2009 |
| Keflavíkur                    | Islandia             | 2009        |
| Atléticos de San Germán       | Puerto Rico          | 2009        |
| Maccabi Haifa B.C.            | Israel               | 2009 - 2010 |
| Atléticos de San Germán       | Puerto Rico          | 2010        |
| Titanes del Distrito Nacional | República Dominicana | 2010        |
| Halcones de Xalapa            | México               | 2010        |
| Atléticos de San Germán       | Puerto Rico          | 2011        |
| Leones de Santo Domingo       | República Dominicana | 2011        |
| Quimsa                        | Argentina            | 2011 - 2012 |
| Atléticos de San Germán       | Puerto Rico          | 2012        |
| Cañeros del Este              | República Dominicana | 2012        |
| Piratas de Quebradillas       | Puerto Rico          | 2013        |
| Vaqueros de Bayamón           | Puerto Rico          | 2013        |
| Malvín                        | Uruguay              | 2013        |
| Olímpico                      | Argentina            | 2013 - 2014 |
| Vaqueros de Bayamón           | Puerto Rico          | 2014        |
| Olímpico                      | Argentina            | 2014 - 2015 |
| Mets de Guaynabo              | Puerto Rico          | 2015        |
| Ferro                         | Argentina            | 2015        |
| Piratas de Quebradillas       | Puerto Rico          | 2016        |
| Vaqueros de Bayamón           | Puerto Rico          | 2016        |
| Libertad                      | Argentina            | 2017        |
| Vaqueros de Bayamón           | Puerto Rico          | 2017        |
| Þór Þorlákshöfn               | Islandia             | 2017        |